# Latham HB.5
Le Latham HB.5 était un hydravion biplan français équipé de quatre moteurs en configuration Push-pull. Dix appareils furent utilisés par la Marine française.